# Чугайнов Ігор Валерійович
Ігор Валерійович Чугайнов (рос. Игорь Валерьевич Чугайнов, нар. 6 квітня 1970, Москва) — радянський та російський футболіст, що грав на позиції захисника. По завершенні ігрової кар'єри — тренер. Майстер спорту СРСР (1990).
Виступав, зокрема, за клуби «Торпедо» (Москва), «Локомотив» (Москва) та «Уралан», а також національну збірну Росії.

## Клубна кар'єра
Вихованець ФШМ Торпедо. Починав кар'єру нападником, але потім став грати опорного півзахисника і центрального захисника. У дорослому футболі дебютував 1987 року виступами за «Торпедо» (Москва), в якому виступав до кінця 1993 року, взявши участь в 88 матчах чемпіонату. Крім того у сезоні 1990 року виступав за «Локомотив» (Москва).
З 1994 року знову виступав за «Локомотив» (Москва). Цього разу відіграв за московських залізничників наступні вісім сезонів своєї ігрової кар'єри. Більшість часу, проведеного у складі московського «Локомотива», був основним гравцем захисту команди. За цей час додав до переліку своїх трофеїв ще чотири титули володаря Кубка Росії.
Завершив професійну ігрову кар'єру у клубі «Уралан», за який виступав протягом сезону 2002 року. Всього у Вищій лізі чемпіонатів СРСР і Росії провів 348 матчів і забив 36 голів.

## Виступи за збірні
Провів один матч за олімпійську збірну СРСР 11 вересня 1990 року проти Норвегії, який завершився нічиєю 2:2.
25 січня 1992 року дебютував в офіційних матчах у складі національної збірної СНД, в якому збірна СНД обіграла збірної США з рахунком 1:0. Загалом провів за цю збірну чотири матчі, проте на Євро-1992 не потрапив.
З 1996 року став виступати за національну збірну Росії. Останній матч провів 17 травня 2002 року, в якому збірна Росії зіграла внічию 1:1 зі збірною Білорусі. Після цього був у заявці на чемпіонат світу 2002 року в Японії і Південній Кореї, але не провів жодного матчу на турнірі. Всього протягом кар'єри у національній команді провів у формі головної команди країни 26 матчів.

## Кар'єра тренера
Розпочав тренерську кар'єру невдовзі по завершенні кар'єри гравця, 2003 року, очоливши тренерський штаб юнацької збірної Росії, команди 1987 року народження.
З серпня по грудень 2006 року працював тренером-селекціонером в «Зеніті» (Санкт-Петербург), після чого став головним тренером дублюючого складу «Зеніта», пробувши на цій посаді по грудень 2007 року.
З грудня 2008 року став головним тренером дублюючого складу підмосковних «Хімок», а після звільнення головного тренера Костянтина Сарсанії, 19 вересня 2009 року Чугайнов став головним тренером «Хімок», пропрацювавши до кінця сезону, але не врятував команду від вильоту з Прем'єр-ліги.
30 липня 2010 року повернувся до рідного «Торпедо», ставши тренером команди, а після звільнення Сергія Павлова став 16 серпня 2010 року головним тренером команди, з якою працював по квітень 2012 року.
З 5 червня 2012 по червень 2015 року був головним тренером «Сокола» (Саратов).
В червні 2017 року став тренером клубу «Спартак-Нальчик», прото вже в вересні перейшов разом з головним тренером Хасанбі Біджиєвим перейшов в «Авангард» (Курськ).

## Титули і досягнення

### Командні
- Срібний призер чемпіонату Росії (4): 1995, 1999, 2000, 2001.
- Бронзовий призер чемпіонату СРСР: 1991
- Бронзовий призер чемпіонату Росії (2): 1994, 1998.
- Володар Кубка Росії (5): 1992/93, 1995/96, 1996/97, 1999/2000, 2000/01.
- Півфіналіст Кубка володарів кубків (2): 1997/98, 1998/99.

### Особисті
- У списках 33 найкращих футболістів чемпіонату Росії (8): № 1 — 1997, 1998, 1999, 2000, 2001; № 3 — 1994, 1995, 1996.